# Атанасиос Христопулос
Атанасиос Христопулос (на гръцки: Αθανάσιος Χριστόπουλος) е възрожденски гръцки поет и учен, чиито творби заедно с тези на Ригас Велестинлис и Янис Виларас спомагат за утвърждаването на народния език - димотики в гърцкия езиков въпрос. Научните му трудове са в сферата на лингвистиката, политиката, философията и природните науки, но голяма част от тях не са запазени. Георгиос Сакелариос го нарича „Втори Анакреон“. Александрос Ризос Рангавис и Димитриос Вернардакис възхваляват поетическите му дела, а в 1891 година Константинос Кавафис пише стихотворение „Атанасиос Христопулос“.

## Биография
Христопулос е роден в 1772 година в македонския град Костур, тогава в Османската империя, днес в Гърция в семейството на свещеника Йоанис Христопулос. В 1870 година, поради турски преследвания семейството му се изселва във влашката столица Букурещ, където Христопулос получава начално образование, най-вероятно при Неофитос Кавсокаливитис и Григориос Констандас. След това продължава образованието си в университета в Буда, където учи латински език, литература, философия и медицина. В 1794 година започва да учи право в университета в Падуа, който завършва в 1797 г. Завръща се в Букурещ и става помощник на учителя Ламброс Фотиадис. Влиза в двора на господаря на Влашко (по-късно на Молдова) Александрос Мурузис първоначално като учител на децата му, а по-късно като съдия в Яш. В двора на Мурузис Христопулос пише „Δράμα ηρωικόν“ и един от най-важните си трудове „Еолодорическа граматика“ (Γραμματική της Αιολοδωρικής, ήτοι της ομιλουμένης τωρινής των Ελλήνων γλώσσας), в който защитава употребата на димотики, който според него е сплав от дорийския и еолийския.
Когато в 1806 година Мурузис е свален Христопулос го последва в Цариград. Там, освободен от задълженията на учител и съдия, се отдава на по-активна писателска дейност. Участва в написването на речник на новогръцкия език заедно с други учени като Григориос Констандас и Антимос Газис, опитва се да организира университет в Пелионска Загора, пише трактат за съществуването на вакуум във вселената, лингвистично изследване „За произношението“ („Περί προφοράς“), в което се опитва да обори аргументите на Еразъм за старогръцкото произношение и трактат „За поетиката“ („Περί ποιητικής“).
В 1812 година, когато Мурузис е убит от турците, Христопулос трябва да бяга във Влашко като губи голяма част от трудовете си – трактите за вакуума, за произношението и започнатия речник. В Букурещ се установява в двора на Йоанис Караджа, където отново става съдия с титлата велик логотет и задача да изработи ново законодателство за княжеството, завършено в 1818 година под името Угровлашки кодекс. В 1815 година пише философско политическия трактат „Политически грижи“ („Πολιτικά φροντίσματα“), основан на макиавелиански начала. За този си непубликуван труд Христопулос е силно критикуван.
В 1818 година Йоанис Караджа бяга на Запад и Христопулос се установява в Сибиу, Трансилвания. Тук той изучава и превежда трудовете на Секст Емпирик и пише изследванията „Основи на стоическата философия“ („Στοιχείωσις της σκεπτικής φιλοσοφίας“) и „Политически паралели“ („Πολιτικά παράλληλα“). Тук става член на Филики Етерия.
В 1836 година Христопулос посещава новооснованата гръцка държава, но остава там по-малко от година и се връща в Сибиу, където се занимава с превод на Илиада и с „Гръцки древности“ („Ελληνικά αρχαιολογήματα“), труд върху старогръцките племена и диалекти. Стихосбирката му „Поеми“, издадена за пръв път в 1811 година във Виена, претърпява 11 издания приживе на Христопулос.
Христопулос умира в Сибиу в 1847 година.

## Трудове
- Γραμματική της Αιολοδωρικής, ήτοι της ομιλουμένης τωρινής των Ελλήνων γλώσσας, Βιέννη, 1805
- ΓΡΑΜΜΑΤΙΚΗ περί της των οκτώ του λόγου μερών συντἀξεως
- Δράμα ηρωικόν, Βιέννη, 1805
- Λυρικά, 1811
- Πολιτικά Παράλληλα, 1833
- Ελληνικά Αρχαιολογήματα, 1853
- Πολιτικά Σοφίσματα, ανέκδοτο.